# 뤼시엥 루이 조제프 나폴레옹 보나파르트

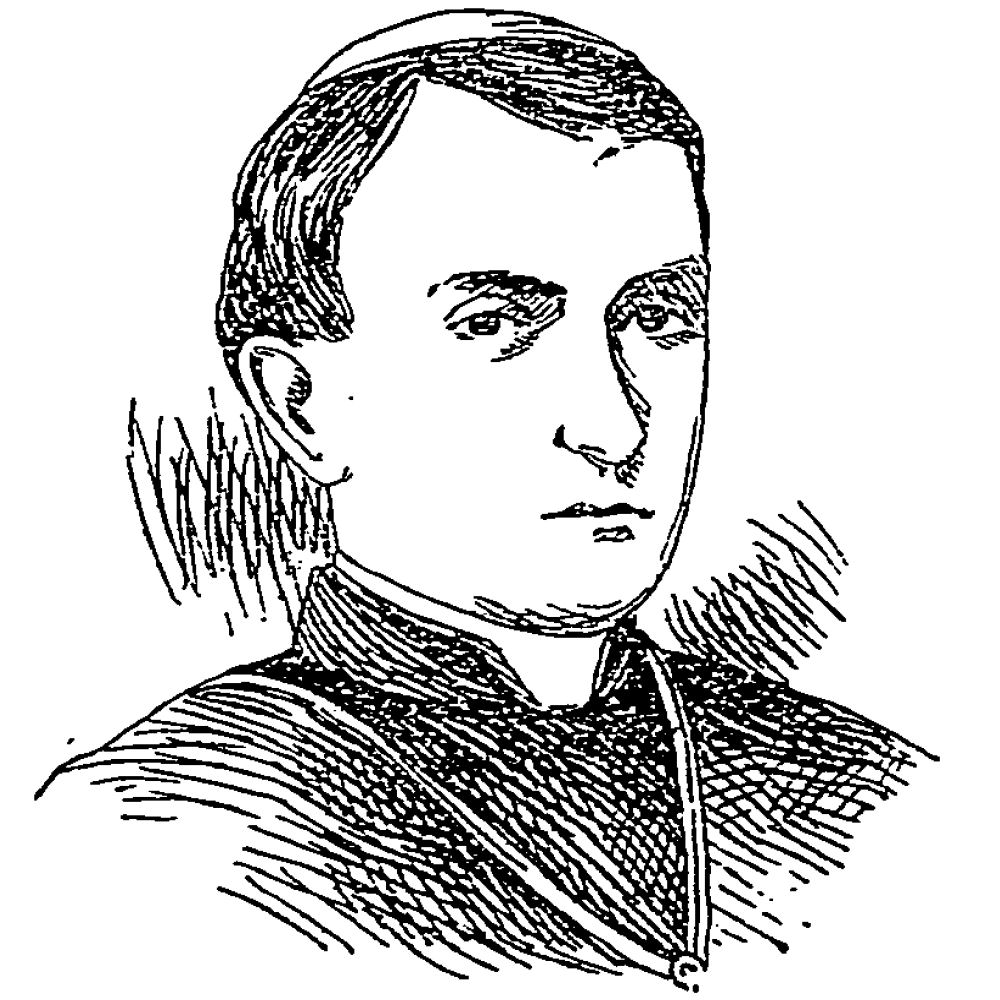
뤼시엥 보나파르트 추기경

뤼시엥 루이 조제프 나폴레옹 보나파르트(프랑스어: Lucien Louis Joseph Napoleon Bonaparte, 1828년 11월 15일 - 1895년 11월 19일)는 프랑스 가톨릭교회의 추기경이다.
뤼시엥 보나파르트는 로마에서 태어났다. 아버지는 샤를 뤼시엥 보나파르트이며 어머니는 제나이드 래티시아 쥘리 보나파르트이다. 부계 쪽 조부모는 뤼시엥 보나파르트와 그의 두 번째 아내인 알렉상드린이다. 모계 쪽 조부모는 조제프 보나파르트와 쥘리 클라리이다. 대부는 양친 모두와 사촌지간인 프랑스의 나폴레옹 3세이다.
1856년 12월 13일 뤼시엥 보나파르트는 교황 비오 9세에 의해 사제 서품을 받았다. 이후 그는 프랑스와 교황령 두 나라 모두에서 수많은 직책을 도맡아 봉사하였다. 1868년 산타 푸덴치아나 성당의 추기경에 서임되었으며, 1879년에 산 로렌초 인 루치나 성당의 사제급 추기경이 되었다. 보나파르트 추기경은 제1차 바티칸 공의회에 참석하였다. 1895년에 선종하였으며 시신은 로마에 안치되었다.